# Elaphoglossum sinii
Elaphoglossum sinii är en träjonväxtart som beskrevs av Carl Frederik Albert Christensen. Elaphoglossum sinii ingår i släktet Elaphoglossum och familjen Dryopteridaceae. Inga underarter finns listade.